# Paląc z tobą na tyłach sklepu
Paląc z tobą na tyłach sklepu (jap. スーパーの裏でヤニ吸うふたり Sūpā no ura de yani sū futari) – manga autorstwa Jinushi. Publikowana jest jako komiks internetowy w serwisie Twitter od marca 2022, a od sierpnia tego samego roku również w magazynie „Gekkan Big Gangan” wydawnictwa Square Enix.
Na jej podstawie powstanie telewizyjny serial anime, którego premiera przewidziana jest na 2026 rok.

## Fabuła
Sasaki, przepracowany pracownik biurowy, znajduje odskocznię od życia powszedniego w postaci Yamady, czarującej i wesołej kasjerce z pobliskiego supermarketu. Kiedy pewnego dnia przychodzi do sklepu po długim dniu pracy, odkrywa, że zmiana Yamady już się skończyła. Chcąc zapalić po zrobieniu zakupów, Sasaki zauważa tajemniczą kobietę, która przedstawia się jako Tayama i zaprasza go do strefy dla palących za sklepem.

## Bohaterowie
- Sasaki (jap. 佐々木)

Główny bohater. Mężczyzna w średnim wieku (45 lat) pracujący w korporacji w dziale sprzedaży. Jego praca jest wymagająca i stresująca. Żeby się zrelaksować po pracy, Sasaki, chodzi do pobliskiego marketu, gdzie pracuje kasjerka Yamada. Dzięki jej przyjaznemu podejściu do klientów oraz uroczemu uśmiechowi, mężczyzna odzyskuje radość życia. Nie zdaje sobie sprawę, że jego nowopoznana przyjaciółka Tayama to w rzeczywistości Yamada w innym porzebraniu.
- Yamada / Tayama (jap. 山田 / 田山)

Główna bohaterka. Młoda kobieta (24 lata), pracująca w supermarkecie Super S. Jako kasjerka jest skromna i profesjonalna w obsłudze klientów. Po pracy przebiera się w skórzaną kurtkę oraz zmienia fryzurę. Pewnego dnia zaprasza Sasakiego do palarni za sklepem. Od tej pory spotykają się tam regularnie i wspólnie palą. Kobieta przedstawia mu się jako Tayama, a Sasaki nie potrafi dostrzec, że jest to w rzeczywistości jego ulubiona kasjerka Yamada.
- Goto (jap. 後藤)

Kobieta lat 40, kierowniczka sklepu, szefowa Yamady. Lubi czytać powieści romantyczne. Zaprzyjaźnia się z Sasakim. Zna tajemnicę Yamady.
- Szef Sasakiego

Apodyktyczny, łysy mężczyzna, który stale krytykuje Sasakiego i przydziela mu dodatkową pracę, a także stwarza swoim pracownikom trudne warunki pracy.
- Maezawa (jap. 前澤)

Pracownica Super S.
- Ohno (jap. 大野)

Pracownica Super S.
- Suzuki (jap. 鈴木)

Sympatyczny blondwłosy współpracownik Sasakiego. Ma córkę Megumi.

## Manga
Po publikacji pierwszego rozdziału na Twitterze tweet otrzymał ponad 190 000 polubień (stan na 2 czerwca 2022), wywołując ogromny odzew, natomiast do 25 czerwca 2022 łączna liczba polubień serii przekroczyła 2,5 miliona.
Od 25 sierpnia 2022 manga ukazuje się także w magazynie „Gekkan Big Gangan”. Tego samego dnia wydano również pierwszy tom tankōbon z nowo narysowanymi rozdziałami.
W rezultacie tytuł został zmieniony z Super no ura de yani sū hanashi (jap. スーパーの裏でヤニ吸う話) na Super no ura de yani sū futari (jap. スーパーの裏でヤニ吸うふたり), a rozdziały od 4 do 16, które zostały opublikowane na Twitterze, zostały usunięte, jednak ogłoszono, że kolejne będą ukazywać się już bez zmian.
W Polsce prawa do dystrybucji serii nabyło Studio JG.
| Nr | Język japoński   | Język japoński         | Język polski     | Język polski           |
| Nr | Data wydania     | ISBN                   | Data wydania     | ISBN                   |
| -- | ---------------- | ---------------------- | ---------------- | ---------------------- |
| 1  | 25 sierpnia 2022 | ISBN 978-4-7575-8094-7 | 24 maja 2024     | ISBN 978-83-8257-426-5 |
| 2  | 25 stycznia 2023 | ISBN 978-4-7575-8362-7 | 24 września 2024 | ISBN 978-83-8257-529-3 |
| 3  | 25 lipca 2023    | ISBN 978-4-7575-8694-9 | 30 maja 2025     | ISBN 978-83-8257-616-0 |
| 4  | 25 stycznia 2024 | ISBN 978-4-7575-8709-0 | —                |                        |
| 5  | 25 lipca 2024    | ISBN 978-4-7575-9314-5 | —                |                        |
| 6  | 24 stycznia 2025 | ISBN 978-4-7575-9542-2 | —                |                        |
| 7  | 25 lipca 2025    | ISBN 978-4-7575-9975-8 | —                |                        |

## Anime
18 lipca 2025 zapowiedziano powstanie adaptacji w formie telewizyjnego serialu anime. Premiera zaplanowana jest na 2026 rok. 

## Odbiór
W 2022 roku seria zdobyła nagrodę Next Manga Award w kategorii manga internetowa. W poradniku Kono manga ga sugoi! (edycja 2023 roku) została uznana za najlepszą w kategorii dla męskich czytelników. Zajęła również ósme miejsce w 16. edycji Manga Taishō. W 2023 roku manga zajęła czwarte miejsce w rankingu rekomendowanych komiksów ogólnonarodowych pracowników księgarń i pierwsze w rankingu komiksów polecanych przez ogólnonarodowych wydawców.